# Hole (Noruega)
Hole és un municipi situat al comtat de Viken, Noruega. Té 6.767 habitants (2016 i té una superfície de 198 km². El centre administratiu del municipi és el poble de Vik.
El seu nom deriva de la paraula del nòrdic antic Hole «granja». Hole es troba al voltant del llac Tyrifjorden i s'estén fins als boscos del voltant d'Oslo.

## Història
Hole té una història important dins Noruega. Hi ha restes arqueològiques dels períodes romà al de la migració. També del període viking i amb un paper important en la saga nòrdica.
El rei Olaf II de Noruega (1015 a 1028) hi va néixer. El pare del rei Harald III (1046 a 1066) també era de Hole.

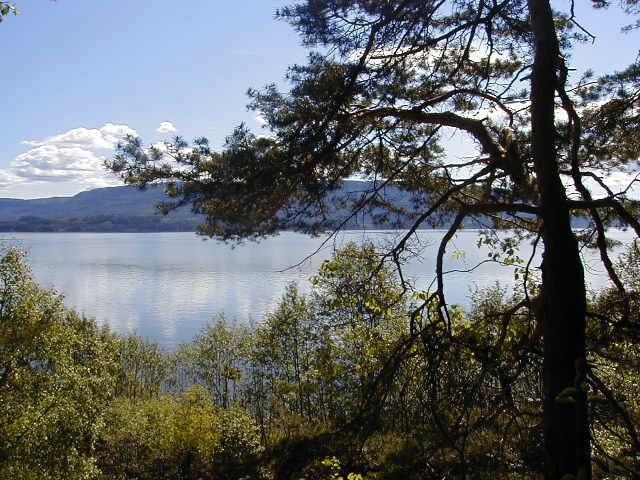
Tyrifjorden

## Geografia
El municipi limita al nord amb el municipi de Ringerike, a l'est amb el municipi de Bærum i al sud amb el municipi de Lier. Al sud del llac Tyrifjorden també limita amb el municipi de Modum. La majoria dels residents viuen als pobles de Sundvollen, Vik, Hokksund, Helgelandsmoen, Steinsåsen, Royse, i Sollihøgda.
Des del punt de vista "Kongens utsikt" que es troba a Krokskogen, hi ha una vista espectacular del paisatge d'Hole. La carretera principal entre Oslo i Bergen, la ruta europea E16, passa a través del municipi

## Fills il·lustres
- Jørgen Moe (1813–1882), col·leccionista d'objectes de folklore.

## Ciutats agermanades
Hole manté una relació d'agermanament amb les següents localitats:
- Faaborg-Midtfyn, Dinamarca
- Hólmavík, Islàndia
- Kustavi, Finlàndia
- Tanum, Suècia